# Jean Bertheroy
Berthe-Corinne Le Barillier, född 24 juli 1858, död 24 januari 1927, var en fransk författare, känd under pseudonymen Jean Bertheroy.
Bertheroy skrev en rad historiska romaner, varibland Cléopâtre (1891) och La danseuse de Pompéi (1899) är de mer kända. Hon odlade även den psykologiska romanen och genreskildringen.